# Lale Yavaş
Lale Türkan Yavaş (anhörenⓘ * 1978 in Brugg, Aargau) ist eine Schweizer Schauspielerin.

## Leben und Wirken
Yavaş, Kind türkischer Emigranten, studierte von 1999 bis 2003 in Bern an der Hochschule für Musik und Theater. Sie spielte unter anderem in Alles wird gut (2003) und I was a Swiss Banker (2007). 2003 erhielt sie von Sat.1 den talent award als beste Nachwuchsschauspielerin, 2005 den Adolf-Grimme-Preis. In dem Kinofilm Der letzte Zug spielte sie neben Sibel Kekilli eine der weiblichen Hauptrollen. In den Tatort-Produktionen des Saarländischen Rundfunks verkörperte Yavaş von 2005 bis 2012 an der Seite von Maximilian Brückner und Gregor Weber die Gerichtsmedizinerin Dr. Rhea Singh.
Yavaş spricht neben Hochdeutsch und Schweizerdeutsch auch Englisch, Französisch und Türkisch.

## Filmografie (Auswahl)
- 2003: Alles wird gut
- 2003: Imbissness
- 2005: Großstadtrevier (Fernsehserie, Folge Kalte Tage)
- 2005: Zeit der Wünsche
- 2005: Tatort: Dunkle Wege (Fernsehreihe)
- 2005: Tod eines Keilers (Der Keiler, Fernsehfilm)
- 2006: Der Letzte Zug
- 2006: Tatort: Aus der Traum
- 2006: Deepfrozen
- 2007: I was a Swiss Banker
- 2007: Tatort: Der Tote vom Straßenrand
- 2007: Wilsberg: Unter Anklage (Fernsehserie)
- 2008: Tatort: Das schwarze Grab
- 2008: Hatırla Sevgili (türkische Serie)
- 2008: Tausend Ozeane
- 2008: Evet, ich will!
- 2009: Tatort: Bittere Trauben
- 2009: Kasaba (türkische Serie)
- 2010: Tatort: Hilflos
- 2010: Liebe und andere Delikatessen
- 2011: Tatort: Heimatfront
- 2012: Tatort: Verschleppt
- 2015: 4 Könige
- 2016: Lotto
- 2019: Amen Saleikum – Fröhliche Weihnachten
- 2022: WaPo Bodensee (Fernsehserie, 4 Folgen)
- 2022–2025: Die Beschatter (Fernsehserie, 12 Folgen)
- 2025: High Stakes (Fernsehserie)